# 東方紅駅
東方紅駅（とうほうこうえき）は中華人民共和国黒竜江省鶏西市虎林市に位置する密東線の駅。三等駅。

## 歴史
- 1962年8月：現在の位置より北に開業[1]。
- 1966年1月：現在の位置の移転。以前の東方紅駅は東林駅という名称に改称された後に廃止された[2]。
- 2022年7月31日：新駅舎が共用開始[3]。

## 駅名の由来
- 駅近隣に位置する東方紅林業局（中国語版）より。

また東方紅という名称自体の由来は文化大革命時代に流行した、毛沢東や中国共産党を讃える楽曲の名前に由来している。

## 近年の動き

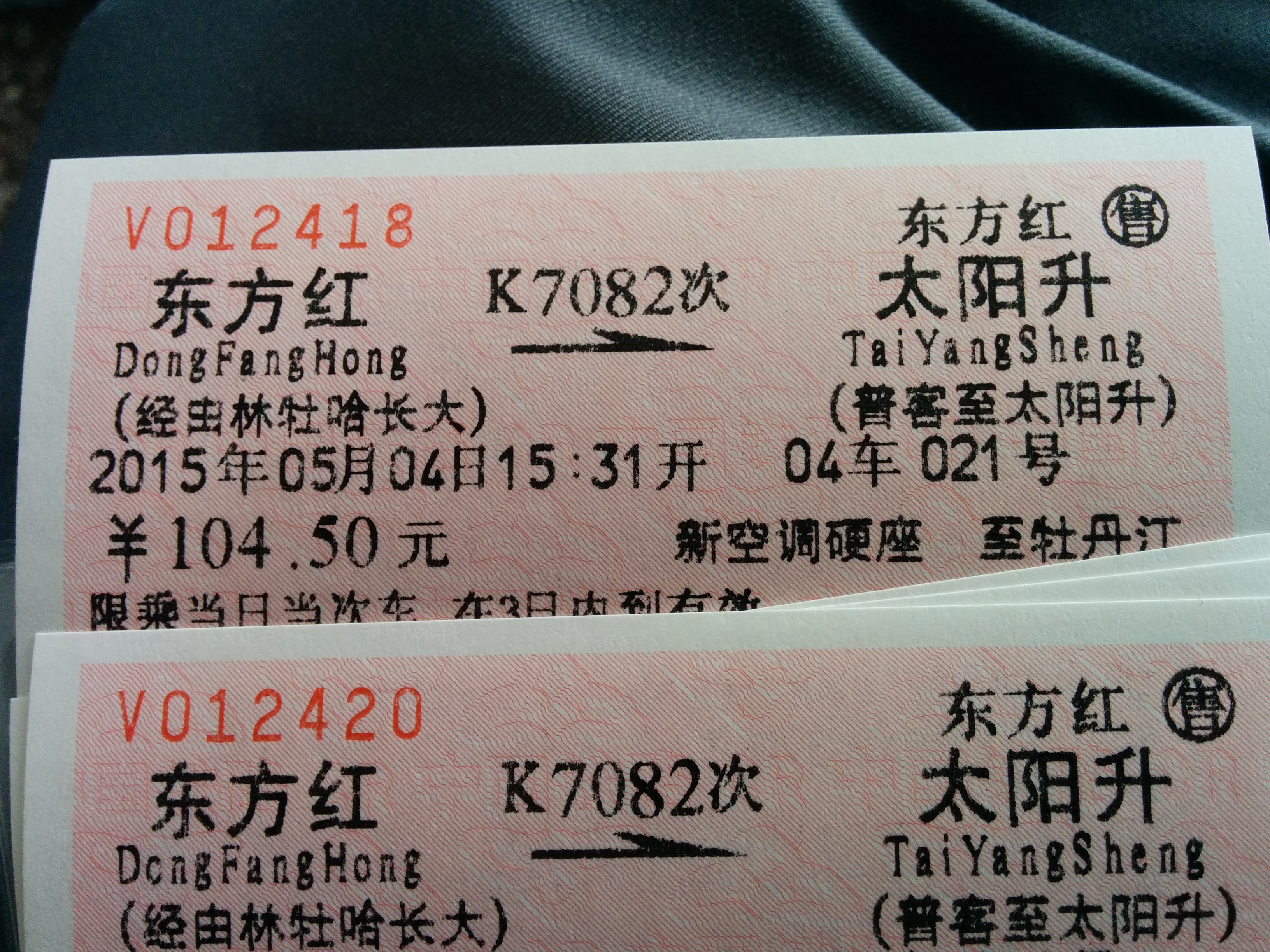
東方紅駅から太陽升駅までの乗車券。

近年レッドツーリズムなどの影響で、当駅から同じく黒竜江省に位置する大慶市の太陽升駅までの乗車券がインターネット上で注目を集めている。

## 参考資料
1. ↑   牡丹江铁路分局志编纂委员会 (1999年5月). “第二编 铁路建设/第二章 干线/第二节 密东线”. 牡丹江铁路分局志. 中国铁道出版社. ISBN 7-113-03234-6
2. ↑  虎林县志编纂委员会 (1992年10月). “第六编 交通邮电/第一章 交通/第三节 铁路”. 虎林县志. 中国人事出版社. ISBN 7-80076-339-0
3. ↑  “我国唯一以“东方红”命名火车站新站正式建成”. 新华报业网.   央视新闻 (2022年8月2日). 2022年8月3日閲覧。
4. ↑  “网友曝最牛火车票 由"东方红"到"太阳升"”.   华商网 (2008年12月11日). 2015年8月23日時点のオリジナルよりアーカイブ。2015年8月23日閲覧。